# Liste der Naturdenkmale in Bannewitz
Die Liste der Naturdenkmale in Bannewitz nennt die Naturdenkmale in Bannewitz im sächsischen Landkreis Sächsische Schweiz-Osterzgebirge.

## Definition
„Naturdenkmäler sind rechtsverbindlich festgesetzte Einzelschöpfungen der Natur oder entsprechende Flächen bis zu fünf Hektar, deren besonderer Schutz erforderlich ist
1. aus wissenschaftlichen, naturgeschichtlichen oder landeskundlichen Gründen oder
2. wegen ihrer Seltenheit, Eigenart oder Schönheit.“

„§ 18 – Naturdenkmäler – (zu § 28 BNatSchG)
(1) Die Erklärung nach § 22 Abs. 1 BNatSchG von Teilen von Natur und Landschaft als Naturdenkmal erfolgt durch Rechtsverordnung oder Einzelanordnung.
(2) Über § 28 Abs. 1 BNatSchG hinaus können Naturdenkmäler zur Sicherung von Lebensgemeinschaften oder Lebensstätten von im Bestand gefährdeten oder streng geschützten Arten festgesetzt werden.“

## Liste
Link zu einem Kartenansichtstool, um Koordinaten zu setzen.
| Bild | Bezeichnung                                                             | Lage                                        | Beschreibung | Datum | Nummer  |
| ---- | ----------------------------------------------------------------------- | ------------------------------------------- | ------------ | ----- | ------- |
| BW   | Stieleiche am Weg zum Lerchenberg westlich von Börnchen (Quercus robur) | Börnchen (50° 57′ 31,4″ N, 13° 41′ 17,1″ O) |              | 5     | wrk 106 |
| BW   | Biotop Lerchensporn                                                     | Gaustritz (50° 59′ 5,9″ N, 13° 46′ 8,9″ O)  |              |       | WRK 036 |
| BW   | Eutschützgrund                                                          | (50° 59′ 53,8″ N, 13° 43′ 34,3″ O)          |              |       | WRK 086 |
| BW   | Teiche im Nöthnitzgrund                                                 | (51° 0′ 8″ N, 13° 43′ 43,3″ O)              |              |       | WRK 089 |

Das Nummernschema des Landkreises unterscheidet
- Einzelnaturdenkmal = Kleinbuchstaben (wrk 001 Babisnauer Pappel; …)
- Flächennaturdenkmal = Großbuchstaben (WRK 001 Kugelpechstein; …)